# Delias descombesi
Espèce
Delias descombesi ou Jezebel à tache rouge est une espèce de lépidoptères (papillons) de la famille des Pieridae, de la sous-famille des Pierinae et du genre Delias.
C'est un papillon très commun dans les jardins situés en zones vallonnées d'altitude moyenne.

## Dénomination
Nom officiel :  Delias descombesi  décrit par le naturaliste français  Jean-Baptiste Alphonse Dechauffour de Boisduval en 1836,.

### Noms vernaculaires
Il se nomme Red-spot Jezebel en anglais.

## Taxinomie
Il existe pour cette espèce 5 sous-espèces
- Delias descombesi descombesi [4]

Synonymie pour cette sous-espèce :
Delias descombesi leucacantha (Fruhstorfer, 1910)
Delias descombesi leucogaea (Fruhstorfer, 1910)
Delias descombesi auriga (Fruhstorfer, 1910)
- Delias descombesi eranthos (Fruhstorfer, 1905)[5]
- Delias descombesi lydia (Fruhstorfer, 1897) [6]
- Delias descombesi adonarensis (Rothschild, 1925)[7]
- Delias descombesi trig (D'Abrera, 1982)[8]

## Description

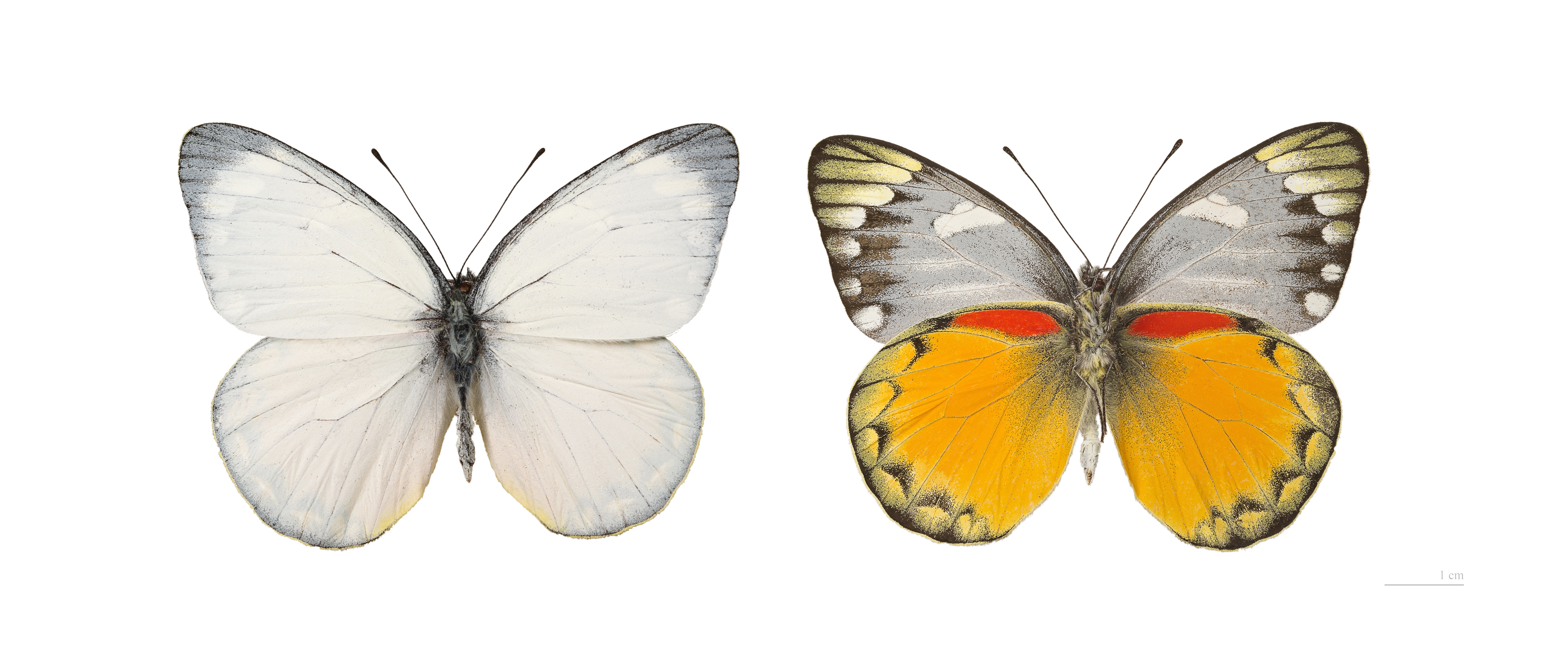
Delias descombesi lydia ♂ - dos (gauche) et ventre (droite) - Muséum de Toulouse
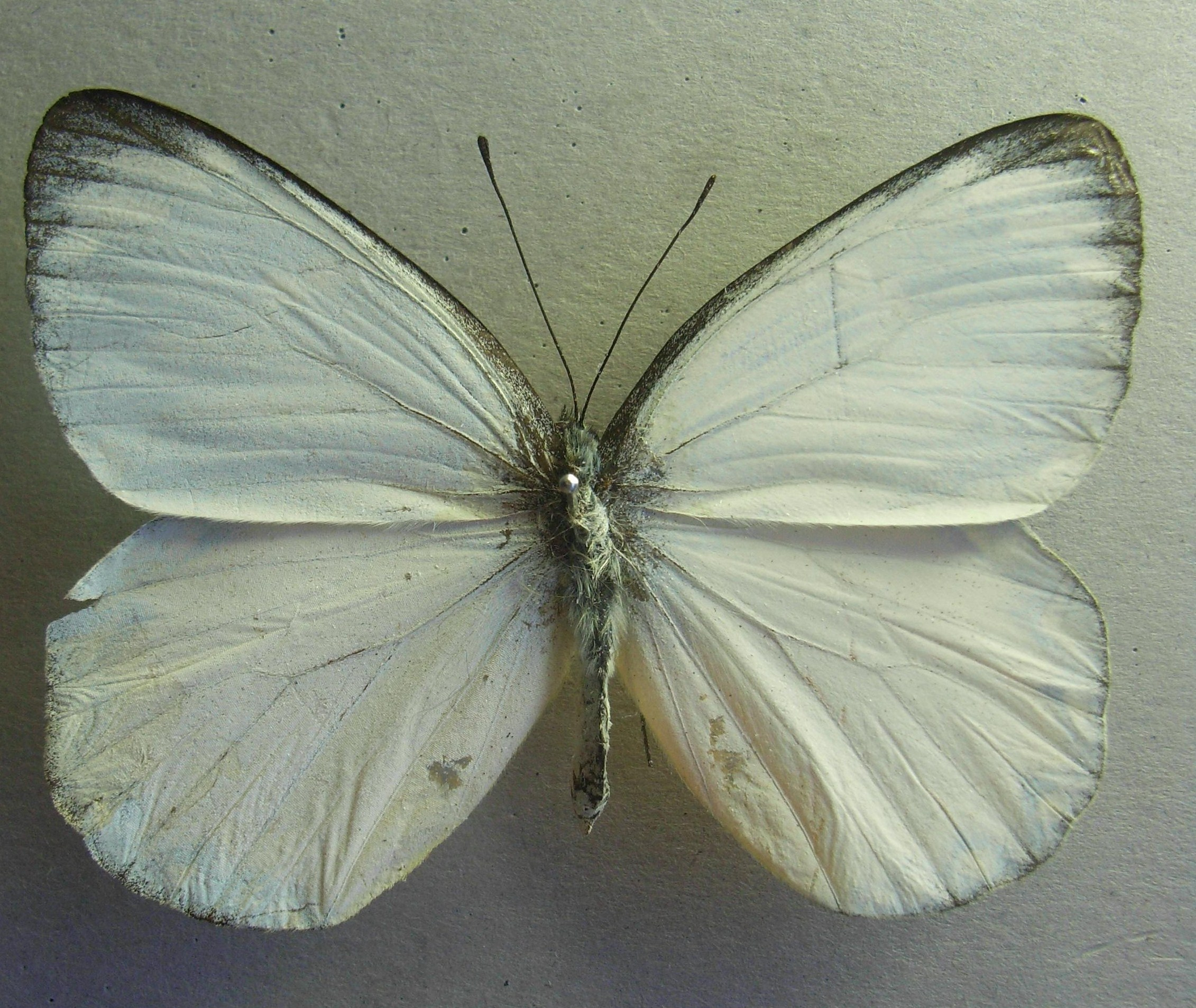
Face dorsale
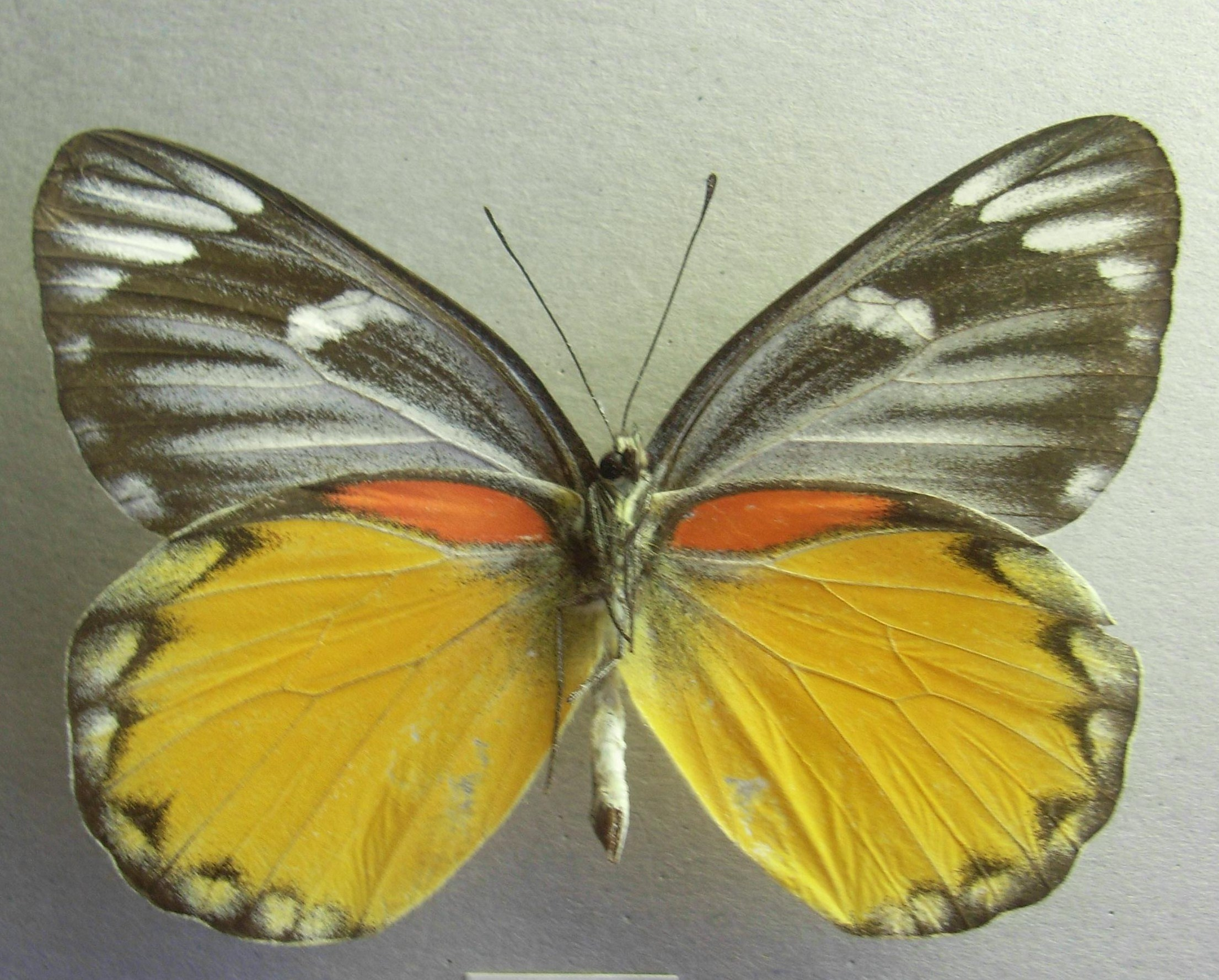
Face ventrale
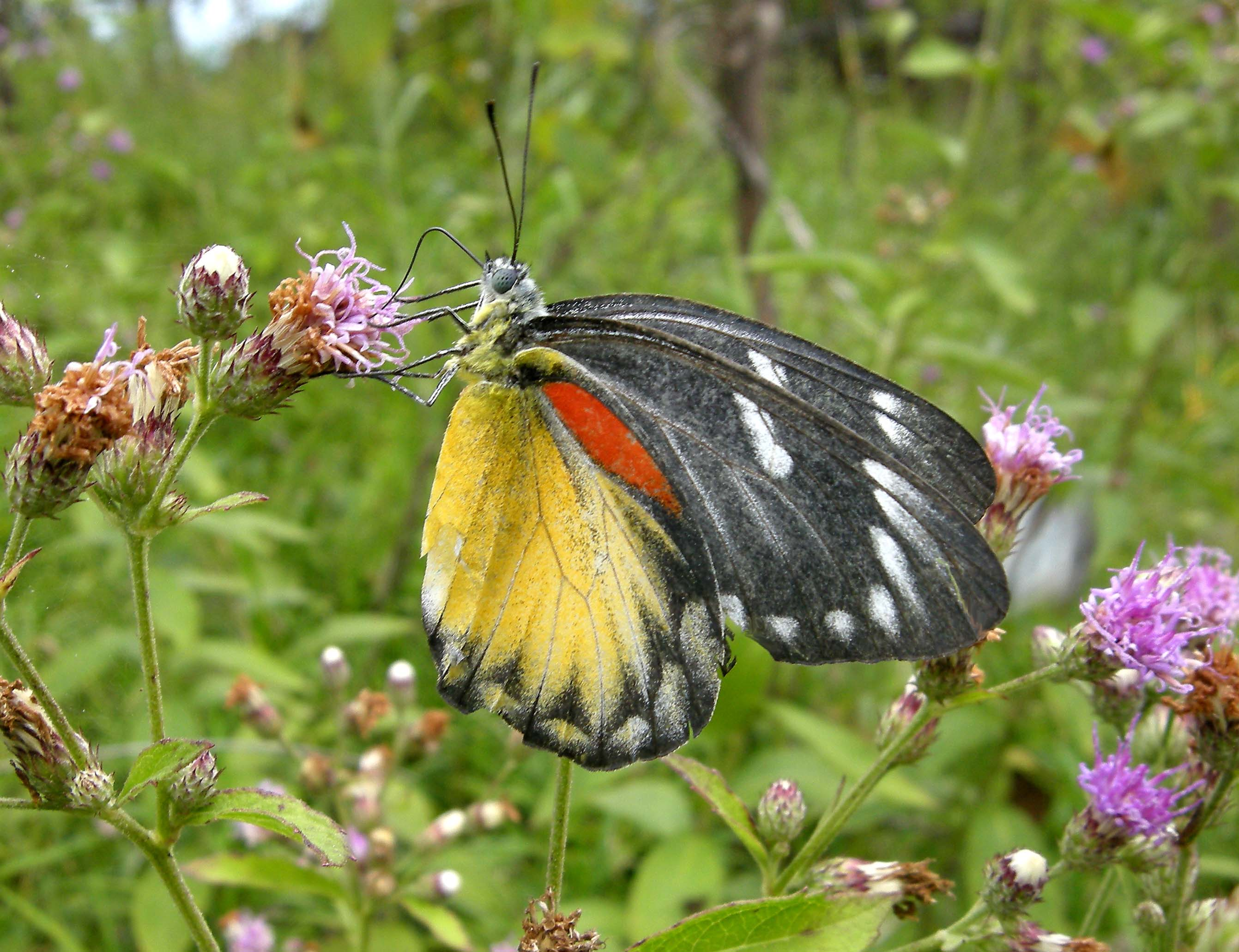
Ailes repliées, Parc national de Phu Laen Kha, Thaïlande

Le dessus du mâle est blanc finement bordé de gris (plus largement à l'apex des antérieures. Le dessous des antérieures est semblable alors que les postérieures sont jaune d'or avec une tache ovalaire orange. Il a une envergure variant de 68 mm à 88 mm.
Le dessus de la femelle est grise marqué de blanc, le dessous des postérieures est blanc suffusé de crème avec la même marque orange que le mâle. Elle est plus grande que lui avec une envergure variant de 80 mm à 90 mm.

## Biologie
Il vole toute l'année.

### Plantes hôtes
La chenille se nourrit de feuilles du Tabèke (Lagerstroemia tomentosa, Lythraceae), un arbre d'environ 10 m de haut à la jolie floraison et de feuilles de Scurrula parasitica (Loranthaceae), un arbuste parasite.

## Écologie et distribution
Ce papillon réside au Népal, au Bhoutan, en Inde, en Birmanie, en Thaïlande, dans les péninsules indochinoise et malaise ainsi qu'à Florès et Bali.

### Biotope
Le Jezebel à tache rouge vit dans les zones vallonnées de moyenne altitude mais on peut aussi le trouver à de très hautes altitudes, à plus de 3000 m dans le Népal.

### Protection
Pas de statut de protection particulier

## Philatélie
Le Bhoutan a édité un timbre représentant Delias descombesi en 1990